# Rakahanga

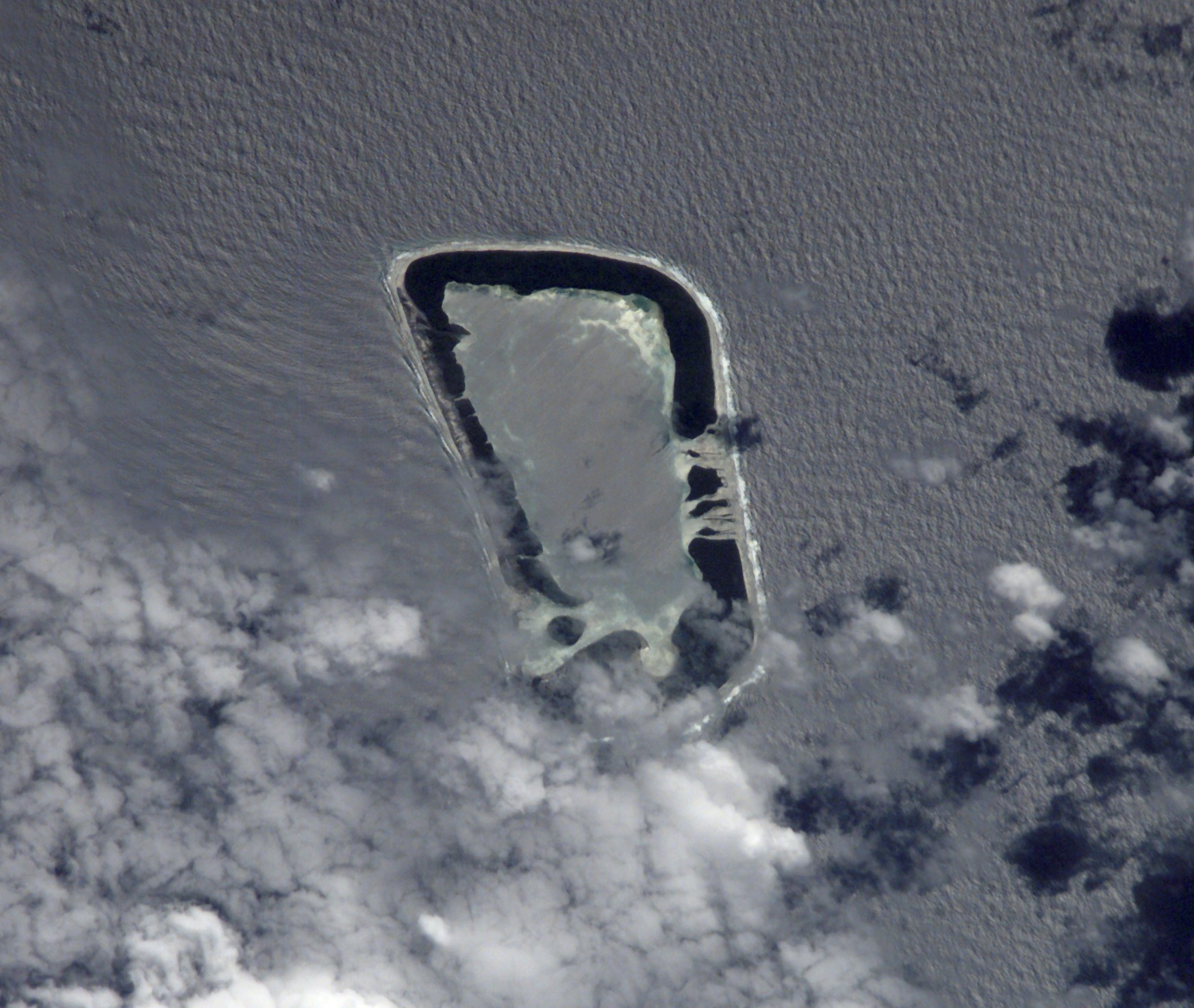
Rakahanga

Rakahanga, parte das Ilhas Cook, no centro-sul do Oceano Pacífico, é um dos locais mais inexplorados de todo o Planeta Terra.  O atol fica a 1,248 km da capital das Ilhas Cook, Rarotonga, e a 1111 km do Equador. Seu vizinho mais próximo é Manihiki, distante apenas 44 km.
Há duas ilhas principais e sete ilhotas na Lagoa de Rakahanga.
No leste, as ilhotas são: Akaro, Motu Ngangle, Huananul, Motu Mahuta e Motu Okakara; enquanto no sudoeste, a ilhota de Te Kainga guarda a maior passagem para a lagoa.
A ilha tem apenas 4 quilômetros quadrados de extensão e tem tão baixa altitude que corre risco de desaparecer devido ao aumento do nível das águas causado pelo aquecimento global.

## História
Acredita-se que Fernando de Magalhães chegou à ilha em 1521, mas isto não pode ser provado por historiadores que pesquisam a história da ilha. 
Uma das últimas grandes viagens espanholas de exploração, sob o comando de Pedro Fernandes de Queirós, chegou a ilha em 2 de Março de 1606.
Ele escreveu em um registro de viagem: "A terra é dividida entre vários proprietários, lá são plantadas certas raízes, das quais tiram seu pão. Todo o resto é um grande e denso palmeiral, que é o principal sustento dos nativos. Cerca de 500 habitantes puderam ser vistos da praia". Um frade Franciscano ficou muito admirado com o lugar, que ele descreveu como "terra de gente bonita". Queirós descreveu os habitantes como "as pessoas mais bonitas e elegantes que conheceram durante a viagem".
A ilha foi reivindicada pelos Estados Unidos, através do Guano Islands Act, "ato das ilhas Guano". A reivindicação resultou em um tratado entre os EUA e a Nova Zelândia em 1980

O explorador russo Fabian Gottlieb von Bellingshausen visitou Rakahanga em 8 de agosto de 1820, nos navios Vostok e Mirni. Ele anotou as coordenadas e determinou sua posição com precisão; ele chamou este atol de "A ilha do Grão-Duque Alexander", em homenagem ao Grão-Duque Alexander Nikolaievich, que mais tarde viria a ser o czar Alexander II. De acordo com Bellingshausen: "Os nativos vieram em canoas e nos desafiaram para uma briga jogando pedras e lanças no navio".
O Comandante A. C. Clarke do HMS Espiegle declarou Rakahanga um protetorado britânico em agosto de 1889. 
Que incluiu as fronteiras da Nova Zelândia em 1980

## Estilo de Vida
A língua nativa é o Rakahanga-Manihiki.